# Mwankoko
Mwankoko ist ein Verwaltungsbezirk (englisch Ward) des Distrikts Singida (MC) in der tansanischen Region Singida.

## Geografie
Mwankoko ist ein Bezirk im nördlichen Zentralteil von Tansania, er liegt im Westen der Regionshauptstadt Singida. Bei der Volkszählung 2022 lebten 7624 Menschen in 1577 Haushalten auf einer Fläche von 83 Quadratkilometern.
Der Bezirk grenzt im Westen an den Distrikt Ikungi und sonst an vier Bezirke des Distrikts Singida (MC):
| Mtunduru | Uhamaka                                     | Mandewa  |
|          | Kompassrose, die auf Nachbargemeinden zeigt | Unyianga |
| Minyughe | Mtamaa                                      |          |

## Gliederung
Der Bezirk besteht aus vier Gemeinden (swahili Mtaa) mit zehn Orten (Kitongoji):
| Isomia | Mwankoko A - Ikusi A - Munyinga - Mughumo - Mwachichi - Darajani | Mwankoko B - Kitope Darajani - Nkuwi Mbuyuni - Misuna - Misimihi - Ikusi B | Makungu |

## Infrastruktur
- Bildung: Die Mwankoko Secondary School ist eine staatliche Tagesschule, die Jugendliche bis zur 4. Stufe ausbildet.[7]
- Gesundheit: Im Bezirk liegen zwei staatliche Apotheken.[8][9]